# Tuhegafoa I
Tuhegafoa I is een bestuurslaag in het regentschap Nias van de provincie Noord-Sumatra, Indonesië. Tuhegafoa I telt 271 inwoners (volkstelling 2010).